# Lucio Javoleno Prisco
Gayo Octavio Tidio Tosiano Lucio Javoleno Prisco  fue un senador romano y jurista que vivió a finales del siglo I y principios del siglo II, y desarrolló su cursus honorum bajo los reinados de Vespasiano, Tito, Domiciano, Nerva, y Trajano, y fue miembro del concilio de este último emperador. Fue cónsul sufecto en el año 86 junto con Aulo Bucio Lapio Máximo.

## Carrera pública
Conocemos su cursus honorum a través de varias inscripciones, de entre las que destaca una procedente de la ciudad de Nedium (Nadin, Croacia) en la antigua provincia romana de Dalmacia, ciudad de la que debía ser originario:

C(aio) Octavio 

Tidio Tossia{a}no Ia(v)oleno 

Prisco leg(ato) leg(ionis) IV Flav(iae) leg(ato) leg(ionis) III Aug(ustae) 

iuridic(o) pro/vinc(iae) Brit{t}an(n)iae leg(ato) 4 

consulari provinc(iae) Germ(aniae) superioris

legato consulari provinc(iae) Syriae 

proconsuli provinc(iae) Africae pontifici 8

P(ublius) Mutilius P(ubli) f(ilius) Cla(udia) Crispinus t(estamento) p(oni) i(ussit)

amico carissimo

Su paso por el vigintivirato, su servicio como Tribuno laticlavio de una legión y las magistraturas de cuestor, edil o tribuno de la plebe y pretor no aparecen recogidas en ella, aunque debió desempeñarlos en los últimos años del imperio de Nerón, de manera que el primer cargo que conocemos dentro de su carrera fue el de legado de la Legio IV Flavia Felix en su base de Burnum en la provincia de Dalmacia hacia el año 80, bajo Tito; a continuación, en el año 83, ya bajo el imperio de Domiciano, desempeñó un segundo mando legionario como legado de la Legio III Augusta en su campamento de Ammaedara en provincia de Numidia. Entre los años 84 y 86 fue enviado como iuridicus a la provincia de Britania, para auxiliar a su gobernador en las tareas de impartición de justicia.
De vuelta a Roma, entre septiembre y diciembre de 86 fue elegido Consul suffectus.
Ya con el rango consular, Domiciano le envió a la provincia de Germania Superior como gobernador entre los años 89 y 92, sustituyendo al rebelde Lucio Antonio Saturnino y siendo sucedido por el futuro emperador Trajano. Este emperador le encomendó el gobierno de la provincia de Syria entre los años 99 y 100, para después nombrarlo procónsul de la provincia África en el año 101.
Terminado su proconsulado, se incorporó al consejo del emperador Trajano. Murió en los últimos años del reinado de Trajano o en los primeros de Adriano y Plinio el Joven afirma que se volvió demente.
Posiblemente adoptó a Cayo Javoleno Calvino, consul suffectus bajo Antonino Pío

## Obra jurídica
Discípulo de Celio Sabino, le sucedió como director de la escuela sabiniana, que seguía las doctrinas de Cayo Ateyo Capitón. Sus discípulos más prominentes fueron los juristas Salvio Juliano, Lucio Fulvio Aburnio Valente y Tusciano.
La originalidad de la obra de Javoleno se puede admirar en los catorce libros de Epistulae, de donde viene el proverbio: En Derecho Civil toda definición es peligrosa, pues es difícil que no tenga que ser alterada. Además Javoleno escribió los quince Libri ex Cassio, en donde juzga las sentencias de éste, y los cinco ex Plautio, así como un epítome y comentario crítico sobre los Libri posteriores de Antistio Labeón.